# بوگوتوواتس
بوگوتوواتس (به صربی: Bogutovac) یک منطقهٔ مسکونی در صربستان است که در کرالیفو واقع شده‌است. بوگوتوواتس ۳۵٫۲۲ کیلومتر مربع مساحت و ۴۴۸ نفر جمعیت دارد و ۲۸۵ متر بالاتر از سطح دریا واقع شده‌است.